# Mura mura
Mura mura è una canzone della cantautrice senese Gianna Nannini, pubblicata nel 2007, come unico singolo estratto dall'album Pia come la canto io.